# Silas Young
Caleb DeWall (nacido el 9 de agosto de 1979) es un luchador profesional estadounidense, conocido por su nombre en el ring Silas Young. Actualmente está trabajando para Ring of Honor, donde es dos veces ROH World Television Champion.

## Carrera en la lucha libre profesional

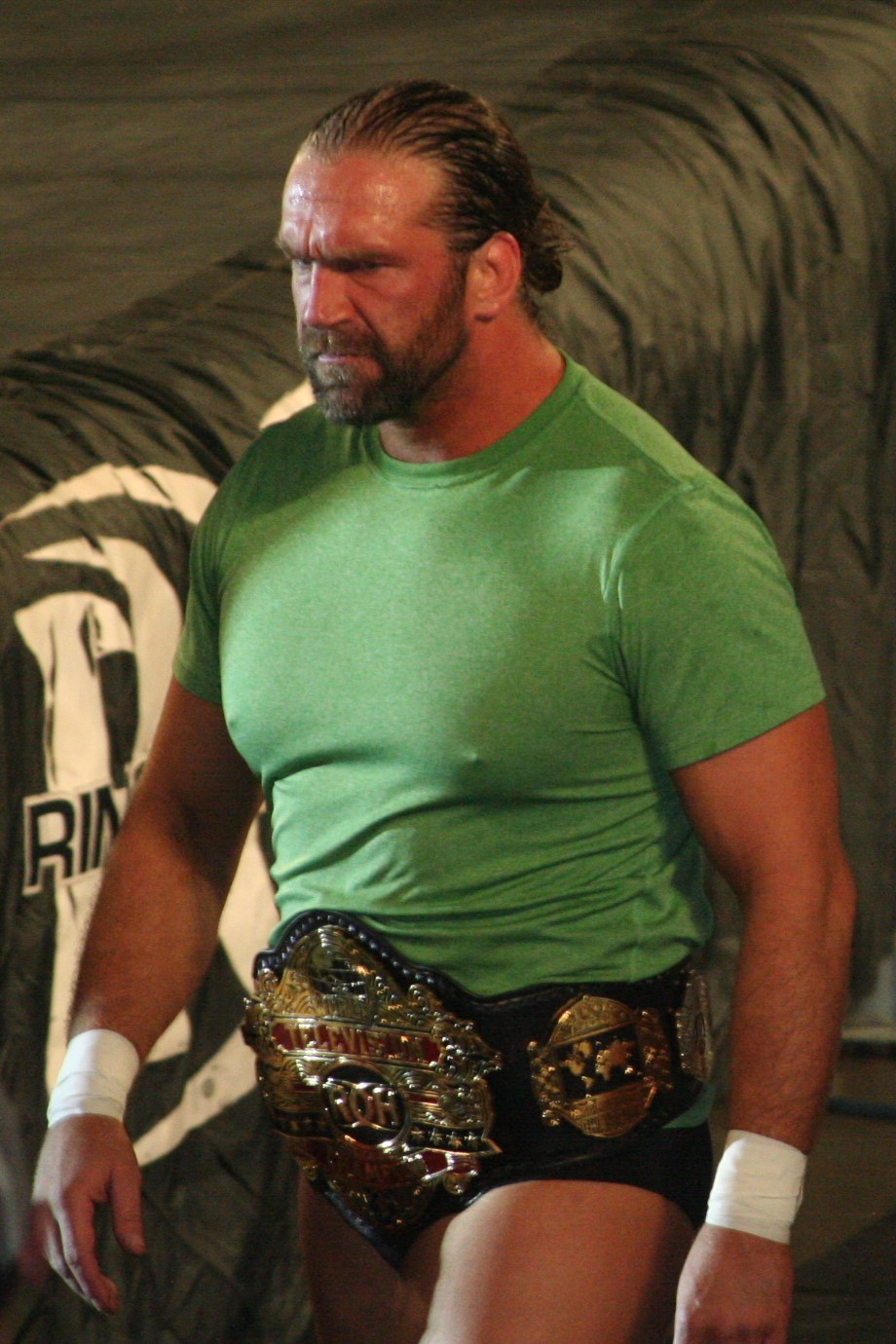
Silas Young (izquierda) como Campeón Mundial de Televisión de ROH, acompañado por el Beer City Bruiser, en el show de Ring of Honor Honor Reigns Supreme en Carolina del Norte en febrero de 2018.

### World Wrestling Entertainment (2007, 2010)
Young hizo su debut en la WWE el 24 de septiembre de 2007 en el episodio de Heat, enfrentando a Val Venis en donde cayó derrotado. Al día siguiente perdió contra The Miz en una lucha individual grabada para Friday Night SmackDown!. Después de estas apariciones, Young firmó un contrato de desarrollo y se le asignó a Ohio Valley Wrestling. El 5 de diciembre, Young hizo su debut en  OVW, derrotando a Seth Skyfire en un dark match antes de perder con James Curtis en una lucha por el Television Championship; aun así, sin embargo, Young fue liberado de su contrato poco después debido a que WWE abandonó brevemente su afiliación con OVW. Young más tarde hizo una aparición para WWE el 25 de febrero de 2010 en el episodio de Superstars, donde perdió con Luke Gallows.

### Ring of Honor

#### Primeras apariciones (2007–2009)
El 14 de septiembre de 2007, Young hizo su debut en Ring of Honor en el evento Motor City Madness, donde fue derrotado por Davey Richards. Después de su debut, Young logró su primera victoria en ROH al derrotar a Rhett Titus en Tag Wars el 28 de junio de 2008. Young luego competiría ocasionalmente durante el resto de 2008 y 2009 antes de abandonar ROH a mediados de 2009.

#### The Last Real Man (2012–presente)
Young haría su regreso a ROH el 14 de julio de 2012, perdiendo contra Michael Elgin después de tres años de larga ausencia. El 15 de septiembre en Death Before Dishonor X, perdió frente a Tadarius Thomas en una lucha clasificatoria para el Survival of the Fittest 2012. Participó en el Top Prospect Tournament de 2013. El 5 de enero, derrotó a Adam Page y clasificó a la siguiente ronda. Fue eliminado del torneo por Matt Taven el 2 de febrero. El 2 de marzo, en 11th Anniversary Show, perdió una lucha de seis hombres en beneficio de ACH. El 20 de septiembre de 2013 en Death Before Dishonor XI Young perdió ante Jay Lethal.
El 28 de septiembre de 2013, Young desafió a cualquiera para derrotarlo en una lucha individual. Mark Briscoe contestó el reto y derrotó a Young. Más tarde esa noche, Young participó en una batalla real para determinar quién recibiría una oportunidad por el World Championship y fue uno de los dos participantes finales antes de que fuera eliminado por Briscoe. Después de la lucha, rechazó darle la mano a Mark y le atacó. El dos posteriormente comenzaron una rivalidad y en Glory by Honor XII, Young derrotó a Mark. El 15 de noviembre, Young perdió ante el hermano de Mark, Jay. El 14 de diciembre en Final Battle 2013, su rivalidad terminó con Young derrotando a Mark en una strap match. El 4 de enero, Young compitió contra el World Television Champion Tommaso Ciampa, pero no tuvo éxito en ganar el título. Después de la lucha, el campeón anterior Matt Taven vino para felicitarles, pero Young rechazó darle la mano y en cambio lo atacó. Como resultado, Young y Taven lucharon en el 12th Anniversary Show, donde Taven salió victorioso. Al día siguiente, Young respondió con una victoria sobre Taven así como ante Caprice Coleman y Takaaki Watanabe. El 8 de marzo en Global Wars, Young vencido Taven por una distracción de Truth Martini. El 10 de mayo en Global Wars noche 3, Young recibió otra oportunidad en el World TV Championship en una lucha que también incluía a Taven, Tommaso Ciampa y Jay Lethal, pero era otra vez fue incapaz de ganar el título, Lethal lo retuvo. Después de perder ante Kevin Steen el 22 de junio en Best in the World 2014, Young se recuperó con una victoria sobre Matt Taven, Jimmy Jacobs y ACH el 12 de julio para asegurarse una lucha por el World Championship. Seis días más tarde, Young continuó con su buena racha y derrotó a Steen en una lucha sin descalificación. Young fue programado para enfrentar a Cedric Alexander en All Stars Xtravaganza, pero sufrió una fractura en la pierna y estaría hasta cuatro meses fuera de acción.
Después de una ausencia de casi 7 meses, Young hizo su regreso de la lesión el 13 de marzo de 2015 enfrentando y perdiendo con Will Ferrar después de que lo atacara con un golpe bajo. La noche siguiente, Young derrotó a Mark Briscoe, Matt Taven y Roderick Strong en una lucha de supervivencia de 4 esquinas para ganar una lucha con el World Champion Jay Briscoe más tarde esa noche. Aun así, fracaso en su intento de derrotar a Jay por el título. Después de derrotar a su compañero de equipo Takaaki Watanabe en mayo en Global Wars 2015, empezó una rivalidad con Dalton Castle, sobreviviendo a la derrota de Young en junio en Best in the World 2015. El desarrollo del feudo trato que Young quería convertir a los Boys de Castle en "hombres de verdad". Castle acordó una lucha en All Star Extravaganza VII con las estipulaciones de que si perdía, Young obtendría a los  Boys, mientras que si Young perdía, se convertiría en uno de los Boys de Castle. Castle posteriormente perdió el la lucha, con Silas Young consiguiendo a los Boys. Young enfrentó a Castle en otro esfuerzo perdedor en Final Battle, pero a pesar de que los Boys aparentemente se pusieron del lado de Young en las semanas previas al evento, ellos se reincorporaron a Castle después de la lucha.
El 12 de junio de 2016, Young y the Beer City Bruiser derrotaron a The Briscoes y The All Night Express en una lucha fatal de 3 esquinas para ganar el torneo Tag Wars 2016. El 1 de julio, Young anunció que su contrato con ROH había expirado. El 17 de septiembre de 2016 Young ganó el Honor Rumble eliminando a Lethal. El 25 de noviembre de 2016, Young fue añadido a la cartelera de Final Battle 2016 y se enfrentaría contra Jyushin Thunder Liger. Young vencido a Liger después de conectarlo con una Misery. Durante 2017, Young tuvo una rivalidad contra Jay Lethal, llamándole el chico dorado de ROH. En Supercard de Honor, Young venció a Letal en una lucha de último hombre en pie. En Finnal Battle el 15 de diciembre de 2017, Young derrotó a Kenny King, Punishment Martinez y Shane Taylor en una lucha fatal de cuatro esquinas por eliminación para ganar el ROH World TV Championship. Young perdió el título contra King el 10 de febrero de 2018, pero lo ganó de nuevo el 7 de abril de 2018 derrotando a King en una lucha de último hombre en pie en Supercard of Honor XII.

## Vida personal
DeWall sstá casado con Valerie, quién también trabaja en el negocio de la lucha libre profesional como ayudante de cámara bajo el nombre de Val Malone. La pareja tiene un hijo juntos, llamado Jack. Durante una entrevista en 2011, DeWall reveló que había sido un adicto a la heroína antes de su carrera de lucha profesional. Afirmó que entrenar para convertirse en luchador profesional fue lo que le permitió superar su adicción y conocer a su esposa. Aunque DeWall afirmó ser el sobrino de Stan Hansen, Hansen reveló en su entrevista con Jim Ross que no están emparentados..
En una entrevista en 2017 con [solowrestling.com solowrestling.com], DeWall revelaría que desarrolló el gimmick "The Last Real Man" después de haber sido inspirado por su padre, incluyendo su ética de trabajo hasta su apariencia con el pelo peinado hacia atrás y un bigote grueso.

## En lucha
- Movimientos finales

- Misery[31] (Fireman's carry cutter) 2015–presente[32]
- Pee Gee Waja Plunge[33][34] ((DGUSA / Evolve) / Turnbuckle handstand transitioned into a split-legged moonsault (ROH) – 2008–presente
- Stock Lock (Bridging full nelson) 2014–presente[35][36]
- Zero Gravity (Standing shooting star press) 2002-2007
- Movimientos de firma
  - Backbreaker
  - Forearm smash
  - Killer Combo (Backbreaker followed by a lariat)[37]
  - Rolling fireman's carry slam[38]
  - Slingshot stomp
  - Full nelson transitioned into a high knee[39]
- Managers
  - Bobby Valentino[40]
  - Beer City Bruiser
- Apodos

- "The Last Real Man (in Professional Wrestling)"
  - [41]
- Temas de entrada
  - "Bye Bye Bye" de NSYNC (circuito independiente / IWA-MS)
  - "Don't Stop Believin'" de Journey (AAW)
  - Renegades of Funk" por Rage Against the Machine (Circuito independiente)
  - "United Divided" by Voodoo Johnson (ROH)

## Campeonatos y logros
- All American Wrestling

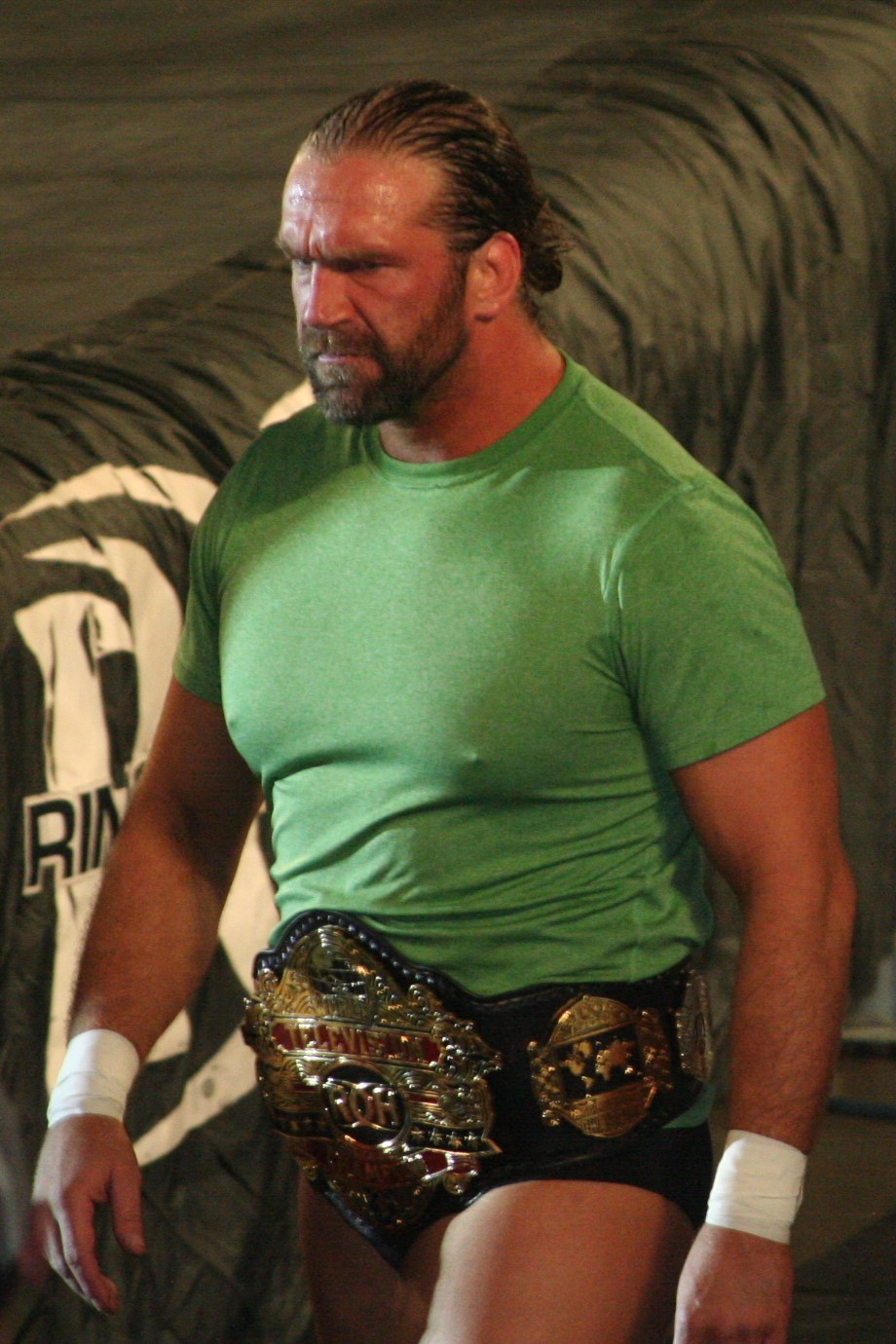
Young como Campeón Mundial Televisivo de ROH en 2018.

  - AAW Heavyweight Championship (2 veces)[42]
  - AAW Heritage Championship (1 vez)[43]
  - Allegiance Tag Team Tournament (2013) con Jimmy Jacobs[44]
- All-Star Championship Wrestling / NWA Wisconsin
  - ACW Heavyweight Championship (1 vez)[45]
  - NWA Wisconsin Heavyweight Championship (1 vez)[46]
- NWA Mid American Wrestling
  - MAW Junior Heavyweight Championship (1 vez)[47]
  - MAW Tag Team Championship (1 vez) con Zach Gowen[48]

- Insane Wrestling Revolution
  - IWR World Heavyweight Championship (1 vez)

- NWA Midwest
  - NWA Midwest Heavyweight Championship (3 veces)[49]

- Ring of Honor
  - ROH World Television Championship (2 veces)
  - Honor Rumble (2016)
  - Tag Wars Tournament (2016) con The Beer City Brusier
  - ROH rivalidad del año (2017) vs Jay Lethal
- Xtreme Intense Championship Wrestling
  - XICW Tag Team Championship (1 vez) con Gavin Starr[50]

- Pro Wrestling Illustrated
  - En el #206 del ranking de los 500 mejores luchadores individuales de PWI 500 en 2014[51]